# Jean de Roma
Jean de Roma est un religieux dominicain inquisiteur.

## Biographie
De 1528 à 1532, Jean de Roma mena la première partie d'une lutte pour hérésie, contre les Vaudois du Luberon, qui suivirent les doctrines de Vaudès (ou Pierre Valdo), à la demande de François 1er,. Il a notamment mené, en point d'orgue, une arrestation, en 1532, du « barbe » Pierre Giot à Lourmarin, alors de retour du Synode de Chanforan. Son procès se tiendra à Apt. 
En 1533 Jean de Roma écrit un traité contre les vaudois, à l'attention du parlement de Provence, pour les « alerter de l'imminent danger qui menace le Midi ».

## Pour approfondir